# La Figuera
|  | Per a altres significats, vegeu «La Figuera (desambiguació)». |

La Figuera és un municipi de la comarca del Priorat a una altitud de 575 metres, que li permeten gaudir d'una privilegiada vista sobre la comarca des del Balcó del Priorat, o Coll d'en Solans, i des de la Punta del Guixar, també anomenada l'Escambellet. A més, des de l'ermita de Sant Pau se diu que es poden arribar a veure terres de set províncies.
Lo terme municipal és al centre de l'extrem occidental de la comarca. Limita al nord amb Cabassers, al nord-est amb la Vilella Baixa, a l'est i al sud-est amb lo Lloar, i al sud i sud-oest amb lo Molar, tots ells de la mateixa comarca del Priorat. Lo límit de ponent, esbiaixat de sud-oest a nord-est, és amb la Torre de l'Espanyol, de la veïna comarca de la Ribera d'Ebre.

## Etimologia
Aquest topònim prové del mot comú català figuera (l'arbre que fa figues).
Lo nom de la població ja apareix amb aquesta forma al segle xiv, i al llarg de la història ha anat apareixent i desapareixent, segons les èpoques, l'afegitó "de Falset".

## Geografia
- Llista de topònims de la Figuera (Orografia: muntanyes, serres, collades, indrets..; hidrografia: rius, fonts...; edificis: cases, masies, esglésies, etc).

Lo poble de la Figuera -de vegades anomenat la Figuera de Falset- és a l'extrem nord del terme, el qual, com la major part dels de la comarca, és orogràficament molt accidentat. En efecte: el terme és un conjunt de valls separades per serres, obertes per tot de barrancs, que es van ajuntant per anar a formar, la majoria, el barranc de Rec de Bas, que s'aboca a l'Ebre just al nord de Garcia, ja a la Ribera d'Ebre.
Com acabem de dir, lo poble és al nord del terme, i està situat dalt d'una carena, a 578 m. alt., que uneix la Serra de Sant Pau, a ponent, culminada pel turó de Sant Pau, de 628 m. alt., amb la Serra de Llangossets, a llevant, que té el Guixar, de 636 m. alt., com a punt més elevat.
Al nord del poble queda un petit fragment del terme, constituït per la vall del barranc de l'Engollidor, afluent del riu de Montsant, emmarcada a ponent per la Pena Roja, de 458 m. alt., i la carena de los Plans i los Roquerols, a llevant. Lo nord del límit, sinuós, està format pel mateix riu Montsant, fins a la cua del Pantà de la Vilella Baixa. Los voltants de la Pena Roja estan inclosos en lo Parc Natural del Montsant.
La major part del terme està emmarcada per la Serra de Sant Pau i la seva continuació cap al sud-oest, la Serra de les Obagues, unes serres interiors, com la dels Borrossos i la del Collet Redó, que assoleixen los 502 i els 461 m. alt., respectivament, i la dels Llangossets a llevant, que des dels 500 metres va pujant fins al punt del Guixar, ja esmentat.
Enmig d'aquestes serres s'obren les valls dels barrancs de Marga, de les Comes, i de les Faixes, que s'ajunten, i ja en terme del Molar formen lo barranc dels Comuns (després encara s'anirà incrementant amb altres barrancs, fins a abocar-se a l'Ebre). Més a llevant discorre el barranc de Llangossets, en part dins del terme del Lloar a la zona central, que s'adreça cap al Molar, on anirà a parar al riu Siurana, que també s'aboca a l'Ebre.
Aquesta complexa orografia omple el terme de valls, valletes i raconades que enclouen los antics masos, molt abundosos. La major part, però, romanen avui dia o bé deshabitats o abandonats i rònecs.
L'extensió del terme és de 18.75 km², i hi predomina el conreu de la vinya i de l'olivera.
Tal com ja hem dit, un dels principals atractius del poble és la privilegiada vista sobre el seu entorn, a més los esports d'aventura tenen en lo terme un magnífic indret on establir-s'hi, com ara l'escalada, el parapent, lo senderisme i l'espeleologia.
Lo poble data de l'època de la dominació àrab. Amb la conquesta cristiana i la subsegüent repoblació s'incorporà, a la segona meitat del xii, al territori de Cabassers; en 1161 ja hi ha un esment de la Figuera. Lo lloc rebé carta de població del bisbe de Tortosa el 1182, amb lo nom de Gibolhoder, nom que torna a sortir en altres documents d'aquella època. Quedà integrat en la baronia episcopal de Cabassers, del bisbe i capítol de Tortosa. Los comtes de Prades hi tingueren drets senyorials.

## Comunicacions
Creua el terme una sola carretera, la T-730 (T-714, a Cabassers-el Molar).
Entrant pel nord i sortint per llevant, travessa un tros del terme el GR-171 (Santuari de Pinós-Refugi del Caro), en lo seu tram entre Cabassers i el Molar.

## Demografia
| 1497 f | 1515 f | 1553 f | 1717 | 1787 | 1857 | 1877 | 1887 | 1900 | 1910 |
| ------ | ------ | ------ | ---- | ---- | ---- | ---- | ---- | ---- | ---- |
| 29     | 27     | 25     | 90   | 590  | 706  | 740  | 884  | 519  | 558  |

| 1920 | 1930 | 1940 | 1950 | 1960 | 1970 | 1981 | 1990 | 1992 | 1994 |
| ---- | ---- | ---- | ---- | ---- | ---- | ---- | ---- | ---- | ---- |
| 506  | 508  | 425  | 371  | 293  | 204  | 147  | 138  | 131  | 131  |

| 1996 | 1998 | 2000 | 2002 | 2004 | 2006 | 2008 | 2010 | 2012 | 2014 |
| ---- | ---- | ---- | ---- | ---- | ---- | ---- | ---- | ---- | ---- |
| 123  | 119  | 121  | 124  | 220  | 165  | 156  | 135  | 128  | 118  |

| 2016 | 2018 | 2020 | 2022 | 2024 | 2026 | 2028 | 2030 | 2032 | 2034 |
| ---- | ---- | ---- | ---- | ---- | ---- | ---- | ---- | ---- | ---- |
| 105  | 104  | 114  | 123  | 122  | -    | -    | -    | -    | -    |

## Política

### Eleccions al Parlament de Catalunya del 2012
| Candidatura | Candidatura   | Cap de llista          | Vots | Regidors | % vots |
| ----------- | ------------- | ---------------------- | ---- | -------- | ------ |
|             | CiU           | Artur Mas              | 30   |          | 43,47  |
|             | ERC           | Oriol Junqueras        | 23   |          | 33,33  |
|             | ICV-EUiA      | Joan Herrera           | 8    |          | 11,59  |
|             | PPC           | Alicia Sánchez-Camacho | 3    |          | 4,34   |
|             | Vots en blanc |                        | 1    |          | 1,43   |
|             | Altres        |                        | 4    |          | 5,79   |
| Total       | Total         | 70                     | 70   |          | 73,68  |

## Indrets turístics
Los principals indrets turístics de la població de La Figuera són:
- Nucli històric de La Figuera
- Lo balcó del Priorat (o Coll dels Solans)
- La punta del Guixar (o l'Escambellet)
- La Mola
- L'ermita de Sant Pau
- L'observatori
- L'església de Sant Martí
- La Font Vella

## Altres indrets (toponímia major)
Abellars, els (indret); Borrossos, serra dels (serra); Carabers (indret); Comandant, Mas del (edificació); Comellars, los (orografia); Covilar, lo (indret); Dionísio, Mas del (edificació) Esplanes, les (orografia); Feixes, les (indret); Guixar, lo (cim); Hostalet, l’ (edificació); Llangossets, serra de (serra); Miramar (indret); Miramar, Mas de (edificació); Murallo, Mas del (edificació); Murallo, serra del (serra); Nen, coll del (orografia); Pena Roja, la (cim); Perdigot, coll del (orografia); Plans, los (orografia); Poble, fonts del (hidrografia); Ramon del Blai, Mas del (edificasció); Redó, collet (cim); Sant Pau, serra de (serra); Serveroles, les (indret); Sitja, la (indret); Terrada, Mas del (edificació); Torre, Mas del (edificació); Tossals, los (indret); Traginers, coll dels (orografia); Vilella Baixa, pantà de la (hidrografia).

## Festes locals
- Sant Pau (15 de gener)
- Sant Isidre (15 de maig)
- Festa d'Estiu (2n diumenge d'agost)
- Sant Martí (11 de novembre)

## La jota de la Figuera
Contràriament al que moltes persones poden pensar, la sardana no és lo ball o la dansa típica d'aquestes contrades, sinó que és importada de la Catalunya Vella.
Lo ball o dansa típica és la jota. I concretament la Figuera té la seva pròpia jota: "La jota de la Figuera".